# Postojna
Postojna (IPA: [pɔsˈtoːjna], olaszul: Postumia IPA: [posˈtuːmja], németül: Adelsberg IPA: [ˈaːdəlsbɛɐk]) városka és Postojna község központja Szlovéniában, 40 km-re az olasz határtól. Lakosainak száma 14 581 (2002). Világhírű látványossága a cseppkövekben gazdag Postojna-barlang, valamint a közelben lévő predjamai vár.

## Fekvése
A város a szlovén karsztvidék szívében, Ljubljanától 40 km-re délnyugatra található, félúton a tenger felé.

## Története
A középkorban a Habsburgok alatt Krajna része volt 1918-ig. Az első világháborút követően Olaszország szerezte meg, 1918 és 1945 között Olaszországhoz tartozott. A második világháború után a titói szocialista Jugoszlávia lett az új gazda. 1991-től a függetlenné vált Szlovénia része. 1994. október 3-án az addig nagyobb Postojna községből (járásból) kivált Pivka község (járás).

## Látnivalók
Postojna jólétének forrása a Postojna-barlang (Postojnska jama). Első leírása  a 17. századból való. Az 1800-as években elkezdődik feltárása és turisztikai hasznosítása. Két akkori újdonság, a vasút és a villanyáram igen jó hatással volt a turizmusra. A turisták kisvasúttal juthatnak be a barlangba, ahol gyalogtúrát tesznek, majd újból vonatra szállva jönnek a felszínre. Az 1980-as évek óta a látogatók száma meghaladja az évi egymilliót.
A cseppkőbarlang szokásos látnivalóin túl itt látható még a barlangi vakgőte (Proteus anguinus), melyet népiesen emberhalnak is neveznek, mivel bőrszínük közel azonos.
A településhez tartozik a központtól mintegy 11 km-re fekvő predjamai vár, amely a világ legnagyobb barlangvára. A 123 méteres függőleges sziklafalba épített erődítmény szinte bevehetetlen volt, mivel a mögötte nyíló barlangrendszeren át folyamatos utánpótlással láthatták el.

## Képek

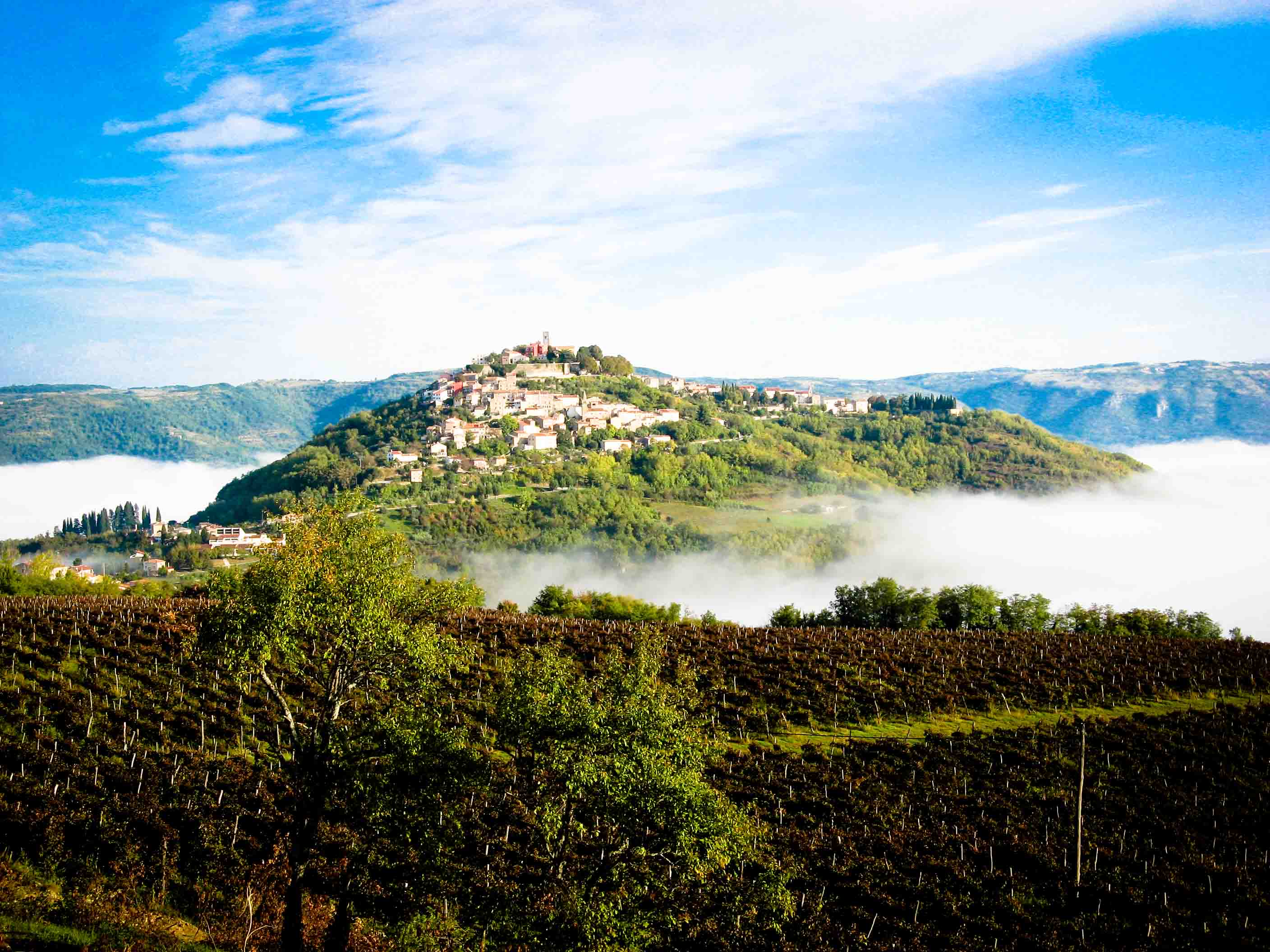
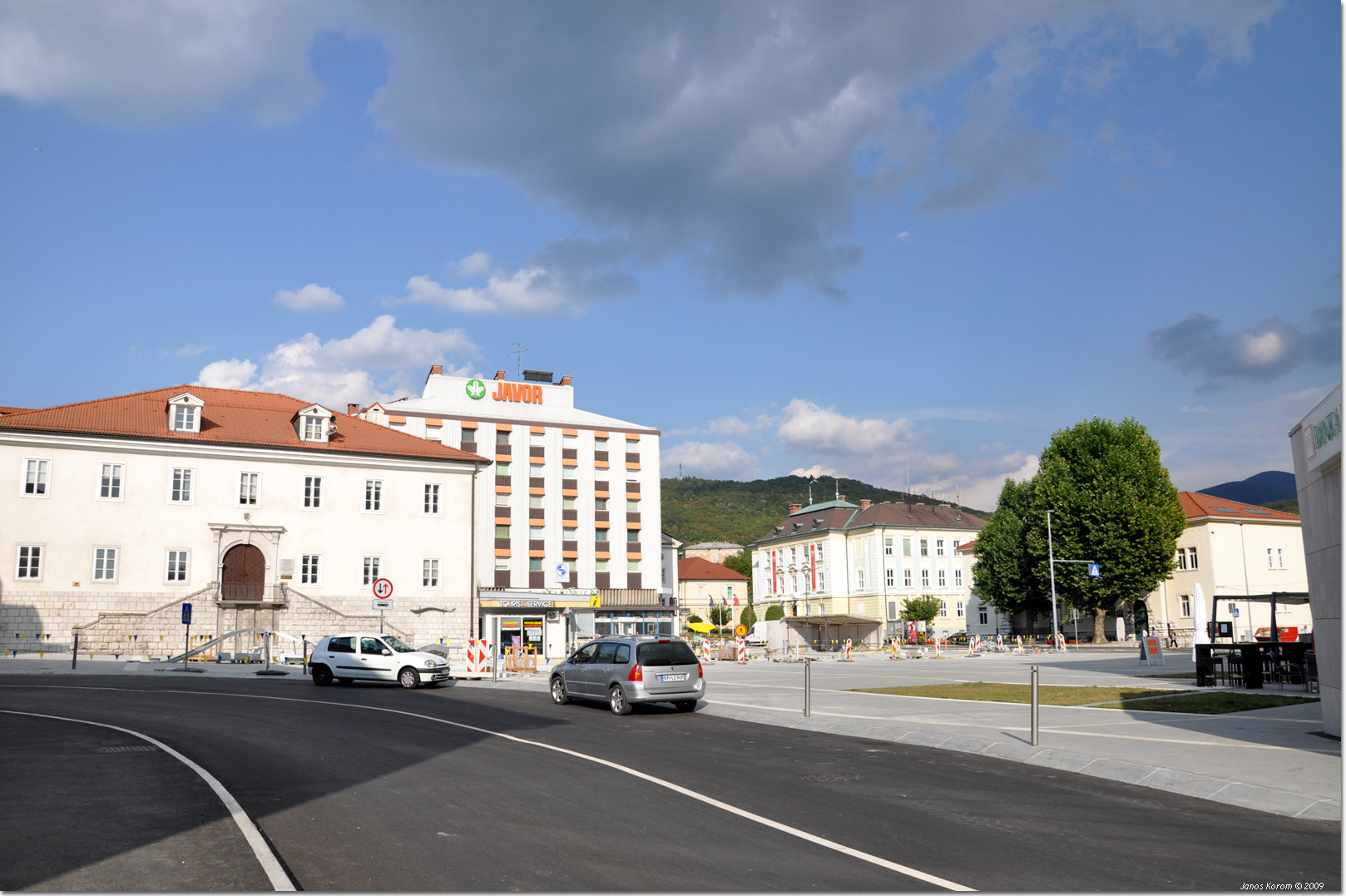
A Tito tér,  Postojna főtere
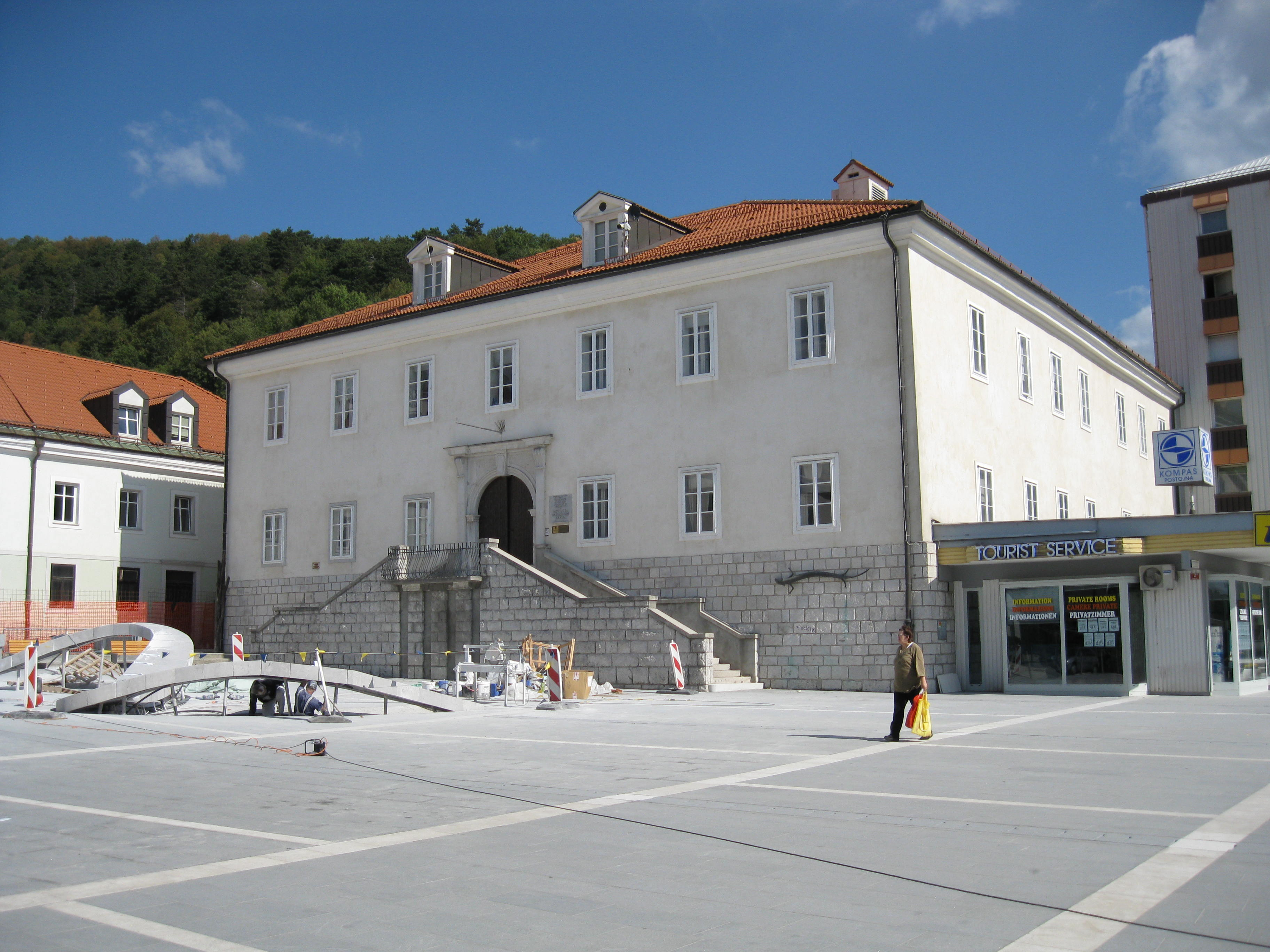
A Szlovén Tudományos és Művészeti Akadémia Karsztkutató Intézetének épülete
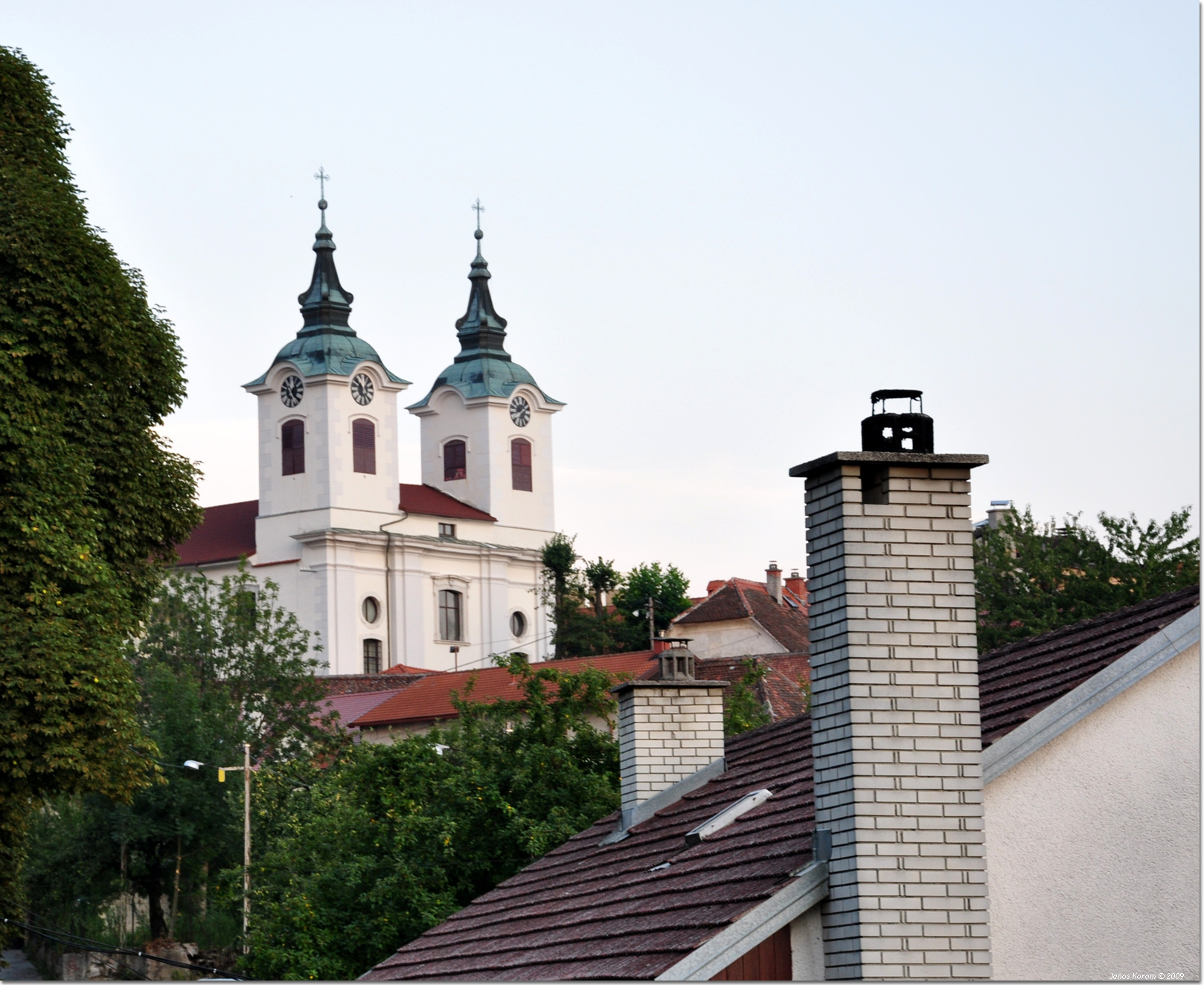
Szent István-templom
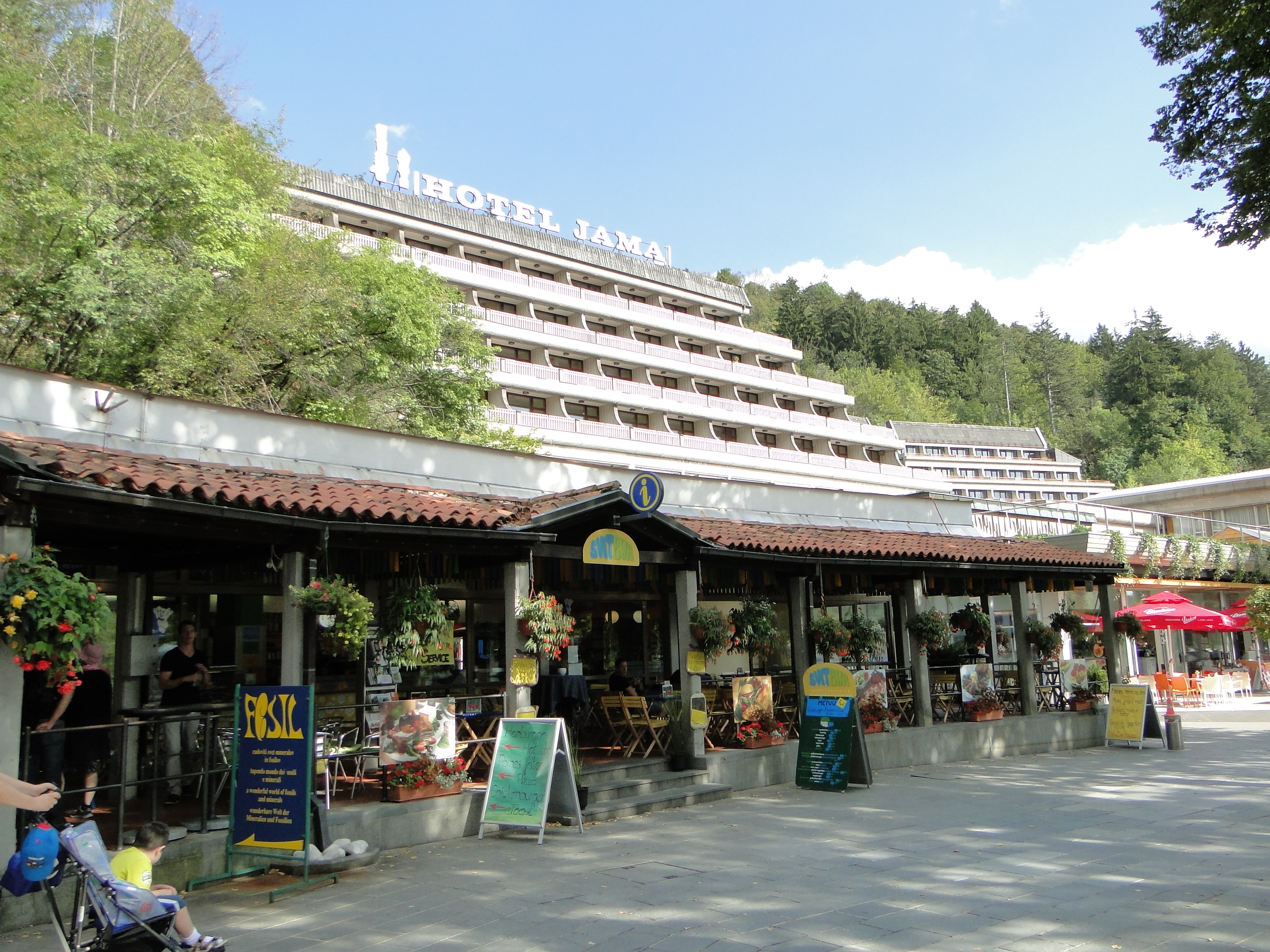
Hotel Jama (jama = barlang)
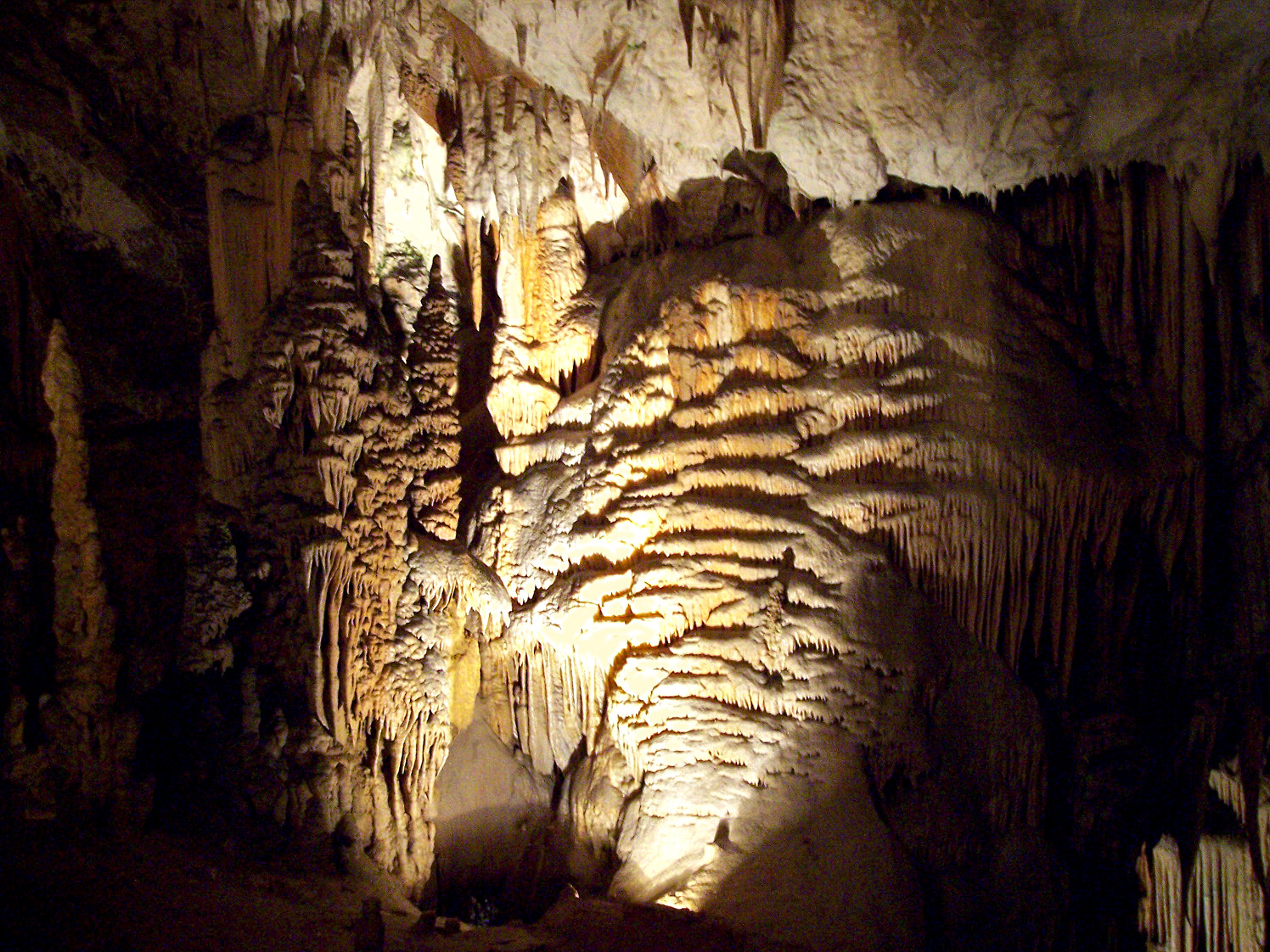
Cseppkő Postojna barlangrendszerében
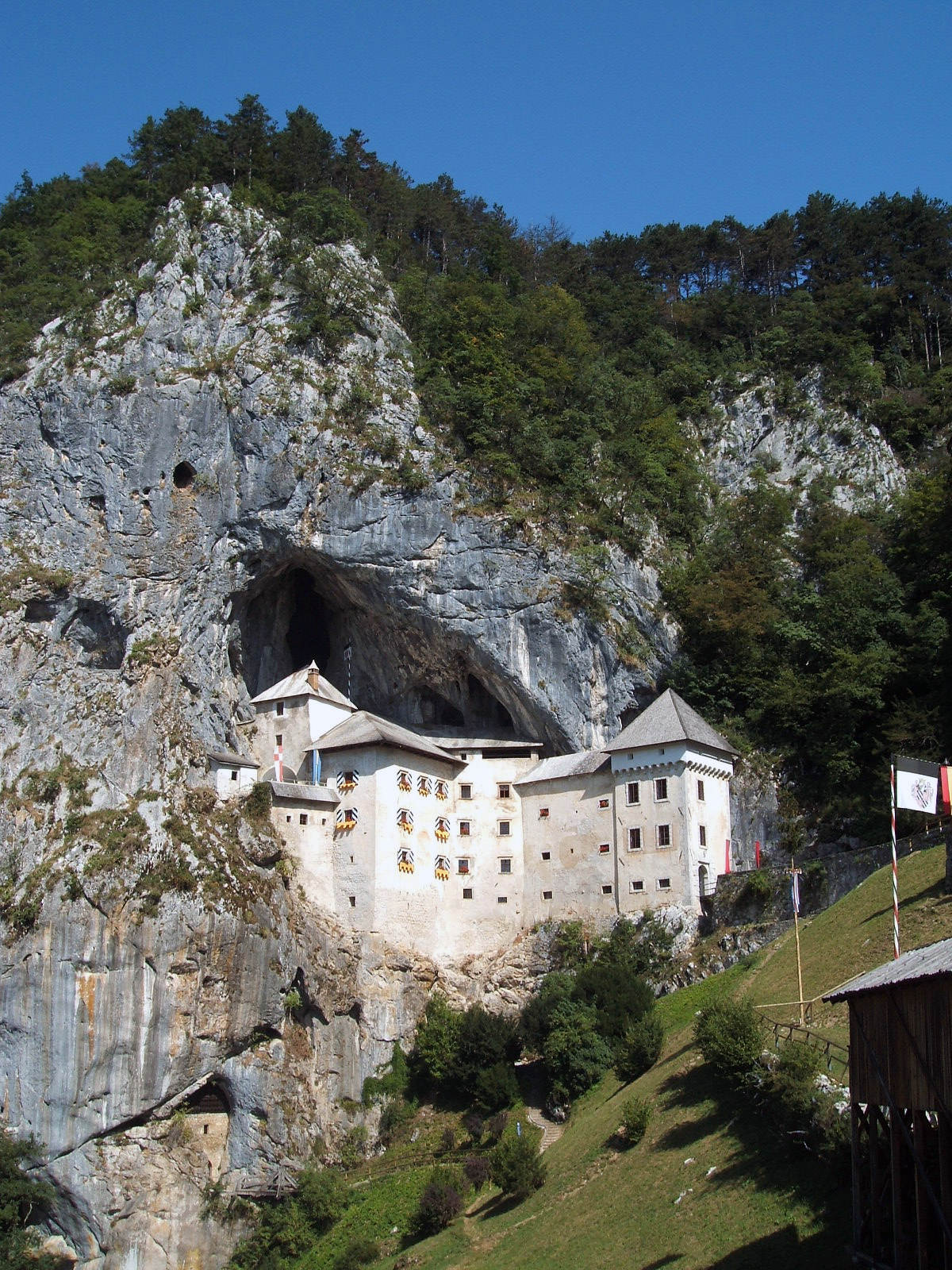
A Predjama (am. barlang előtti) várkastély Postojna közelében